# Захарчук Петро Михайлович
Захарчук Петро Михайлович (нар. 1953 — 6 березня 1996) — підполковник медичної служби ЗС РФ; начальник медичної служби Східного округу внутрішніх військ МВС Росії. Герой Росії (1996).

## Життєпис
Народився в 1953 році в селі Вороняках Золочівського району Львівської області. Українець. Після проходження строкової служби поступив до Донецького медичного інституту. На четвертому курсі перевівся в Куйбишевський військово-медичний факультет при КМІ. Отримав спеціалізацію хірургія, потім психіатрія, працював дивізійним психіатром, потім начальником медичної служби дивізії внутрішніх військ.
Службу проходив на Далекому Сході. Служив у Магадані, потім в Хабаровську. Тричі був у службових відрядженнях в Чеченській республіці.
Загинув 6 березня 1996 під час боїв за Грозний.

## Нагороди та відзнаки
- Звання Героя Російської Федерації Петру Михайловичу Захарчуку присвоєно посмертно 18 листопада 1996 року.
- Нагороджений орденом «За військові заслуги».
- Наказом міністра внутрішніх справ РФ зарахований навічно в списки особового складу частини.